# Jeyvier Cintrón
Jeyvier Cintrón (8 de febrero de 1995), es un boxeador puertorriqueño, que compite en la división de peso mosca. Es hijo del boxeador profesional Javier "Perrito" Cintrón y de la árbitro de boxeo aficionado Aracelis Ocasio. Entró al equipo nacional de Puerto Rico de boxeo a la edad de 17 años tras derrotar por dos veces a Emmanuel Rodríguez, el campeón de la AIBA; una de ellas para ganar el campeonato nacional y la otra para asegurar su plaza en el equipo. El bayamonés Jeyvier Cintrón se clasificó a las Olimpiadas de Río de Janeiro 2016, tras superar por decisión unánime al estadounidense Brent Richard Venegas en la Serie Mundial de Boxeo

Cuando todavía era un competidor de la categoría juvenil, Cintrón entró en torneos de clase abiertos y se convirtió en el medallista de bronce de la Copa Independencia 2012. En mayo de 2012, Cintrón se clasificó para los Juegos Olímpicos Londres 2012, de medalla de oro en el American Boxing Olympic Qualification Tournament de 2012.

En las Olimpiadas, Cintrón venció a Oteng Oteng de Botsuana en la primera ronda con un puntaje de 14-12. En la segunda ronda, a Juliao Henriques de Brasil, con un puntaje de 18-13. En cuartos de final cayó derrotado ante el ruso Misha Aloian con un puntaje de 23-13.